# Arlete Chimbinda
Arlete Leona Chimbinda (Luena, Moxico, 1 de enero de 1960) es una profesora angoleña, diputada de la Asamblea Nacional y vicepresidenta de la UNITA.

## Trayectoria profesional
Licenciada y Máster en Ciencias Políticas por la Universidad Libre de Bruselas. Ha sido profesora universitaria de Historia de las Ideas Políticas en la Unibelas.
Militó en la Unión Nacional para la Independencia Total de Angola (UNITA) desde 1974 y en 1986 ingresó en el Comité Central del Partido. Fue miembro de la Ejecutiva Nacional de la JURA (1979/1986). Fue miembro del Gobierno de las Tierras Libres de Angola, ocupando la cartera de Ministra de la Condición de la Mujer (1989/1991). Miembro del Ejecutivo Nacional de LIMA (1995/1997 y 2015/2019).
Fue diputada a la Asamblea Nacional en la primera Legislatura (1997/1998). Miembro del Gobierno en la Sombra (2012/2014). Diputada de la Asamblea Nacional en la IV Legislatura.
Ha sido la primera vicepresidenta de UNITA, designada por el líder de este partido, Adalberto Costa Júnior, tras la renovación de mandatos que se produjo en el marco del XIII Congreso.